# Virender Sehwag
Virender Sehwag est un joueur de cricket international indien né le 20 octobre 1978 à Delhi. Ce batteur et off spinner occasionnel débute avec l'équipe de Delhi en first-class cricket en 1998. Il est sélectionné pour la première fois avec l'équipe d'Inde en 1998 en One-day International puis en 2001 en Test cricket. Il est le troisième batteur à avoir réussi deux scores supérieur à trois-cents courses en une seule manche dans cette forme de jeu.

## Bilan sportif

### Principales équipes
|                  | Test        | ODI         | Twenty20  |
| ---------------- | ----------- | ----------- | --------- |
| Inde             | 2003 -      | 2000 -      | 2007 -    |
| ICC World XI     | 2005 -      |             |           |
| Asie             |             | 2005 - 2007 |           |
|                  | First-class | List A      | Twenty20  |
| Delhi            | 1997-1998 - | 1997-1998 - | 2006-2007 |
| Leicestershire   | 2003        | 2003        | 2003      |
| Delhi Daredevils |             |             | 2008 -    |

### Statistiques
Virender Sehwag réussit son premier triple-century (score supérieur à trois-cents courses en une manche) en Test cricket en 2004 contre le Pakistan (309 courses), puis son deuxième en 2008 contre l'Afrique du Sud (319 courses). Celui-ci est le plus rapide en termes de balles jouées. Sehwag est le troisième batteur, après Donald Bradman et Brian Lara, à avoir réussi deux triple-centuries à ce niveau.